# مشاور مالیاتی
مشاور مالیاتی (انگلیسی: Tax advisor) یا مشاور امور مالیاتی، از شاخه‌های مشاوره است و به فردی آموزش دیده در امور مالی و حسابداری اطلاق می‌شود که دارای شناخت عمیق از حقوق مالیاتی می‌باشد. خدمات یک مشاور مالیاتی اغلب به منظور به حداقل رساندن میزان مالیات در چارچوب قانون می‌باشد.
وظیفه اصلی یک مشاور مالیاتی باتجربه این است که به کسب و کارهای مختلف در خصوص مسائل مختلف مالیاتی، مشاوره بدهد و با ترفندها و دانش خود به مشاغل کمک کند تا حداقل مالیات را بپردازند و از مالیات های سنگین و کمر شکن خلاص شوند.

## ایران
در قانون کشور ایران توسط قانون‌گذار منابع مختلفی برای اخذ مالیات تعریف شده‌است، که می‌توان به مالیات اشخاص حقیقی، حقوقی، سر قفلی، ارث، نقل و انتقال املاک، حقوق و مالیات بر ارزش افزوده اشاره کرد. هر کدام از این موارد دارای پیچیدگی‌های زیاد در مواد قانونی و تبصره‌ها و بندهای قانونی هستند و همچنین به‌طور مداوم در حال تغییرات و الحاق تبصره‌های جدید می‌باشند. فرایند تشکیل پرونده مالیاتی و دستیابی به نتیجه ایده ال که همان به حداقل رساندن مالیات است، نیازمند تسلط کامل بر قوانین، مواد و تبصره‌های مختلف، به روز بودن و اطلاع از الحاقیه‌های جدید و تجربه کافی در روند پرونده‌های مالیاتی است که این امور بر عهده شخصی تحت عنوان مشاور مالیاتی می‌باشد.